# Hammarby östra
Denna artikel handlar om småorten - för övriga Hammarby i Uppsala kommun, se Hammarby, Uppsala kommun
Hammarby östra är en av SCB avgränsad och namnsatt småort i Rasbo socken i Uppsala kommun. Småorten omfattar bebyggelse i östra delen av byn Hammarby vid torpen Liljenberg och Furuhöjd cirka 8 km öster om Storvreta. Denna bebyggelse namnsattes vid tidigare avgränsningar till Hammarby. En km västerut ligger en äldre bebyggelse av SCB avgränsad till en småort namnsatt till Hammarby by.